# Антоненко, Василий Петрович
Василий Петрович Антоненко (1890, Санкт-Петербург, Российская империя — 1975, Сан-Франциско, США) — российский и американский лётчик, изобретатель.

## Биография
Потомственный Почётный гражданин Петрограда. Окончил реальное училище. В 1915 году окончил инженерно-строительный факультет Петроградского политехнического института, а в 1916 году курсы авиации при этом же институте, получив после экзаменов чин младшего унтер-офицера.
Обучался в офицерской школе морской авиации в Баку, с ноября 1916 года проходил обучение в Военной школе лётчиков-наблюдателей в Киеве на курсах воздушной фотографии и радиотелеграфии, которую окончил в январе 1917 года с присвоением звания подпоручика по адмиралтейству.
Направлен в распоряжение начальника 1-й Воздушной бригады Балтийского флота. Попал на фронт Первой мировой войны, служил в 1-й Воздушной бригаде Балтийского флота лётчиком передовой станции Церель на острове Эвель (архипелаг Моонзунд). Участвовал в бомбометаниях по вражеским позициям, вступал в воздушные бои. Получил несколько боевых наград.
С ноября 1917 по март 1918 года Василий Антоненко работал сначала инструктором, а затем начальником Бакинской школы Морской авиации. После начала Гражданской войны в России примкнул к Народной армии А. В. Колчака в Самаре. Служил в гидроавиаотряде Камской флотилии на самолёте М-9 (май 1919). При перелёте Пермь-Екатеринбург самолёт Антоненко упал в озеро, он получил перелом руки и отек легких, а сопровождавший его наблюдатель мичман Каменский погиб. С июня 1918 по март 1920 года был командиром 1-го Гидроавиационного отряда.
В Верхнеудинске попал в плен к Красной Армии, откуда бежал во Владивосток 25 декабря 1920 года. С мая 1921 года находился при штабе контр-адмирала Старка, командующего Сибирской флотилией во Владивостоке. Был назначен начальником распорядительной части штаба флотилии, произведён в звание поручика по адмиралтейству.
В июле 1922 года Антоненко был выбран в члены Приамурского Земского Собора по квоте от Сибирской флотилии, был награждён памятной серебряной медалью и грамотой Собора.
При эвакуации флотилии был назначен старшим офицером канонерской лодки «Взрыватель», с которой пришёл в филиппинскую Манилу. Об этом периоде жизни в своем дневнике писала жена Антоненко Вера Петровна (урожденная Годзюк).
В октябре 1924 года Антоненко переезжают в США, Василий Петрович работал чертёжником, инженером. Получив лицензию частного пилота, Антоненко основал первый в США Сан-Францисский лётный клуб. Также он был одним из организаторов общества Русских Ветеранов Великой Войны в Сан-Франциско и председателем Калифорнийского отдела Общества русских военных лётчиков.
В 1939 году В. Антоненко окончил Калифорнийский технологический институт, став бакалавром инженерных наук. Работал в научной лаборатории, занимавшейся исследованиями в области аэронавтики, переводил технические статьи с русского, французского и немецких языков. В годы Второй Мировой войны работал инженером-конструктором в лётной школе в Окленде. В 1950-х годах он изобрёл новый метод защиты металла от коррозии.
С 1959 года Антоненко работал на авиабазе ВМС США в Аламиде. В 1970-м году он получил грамоту и знак Заслуженного работника Военно-морских сил США. Скончался в 1975 году в Сан-Франциско. Похоронен на сербском кладбище.

## Награды
- Орден Святой Анны 4 степени с надписью «За храбрость»;
- Орден Святого Станислава 3 степени с мечами и бантом;
- Орден Святого Владимира 4 степени с мечами и бантом;
- Георгиевский крест с лавровым венком.